# Inugami

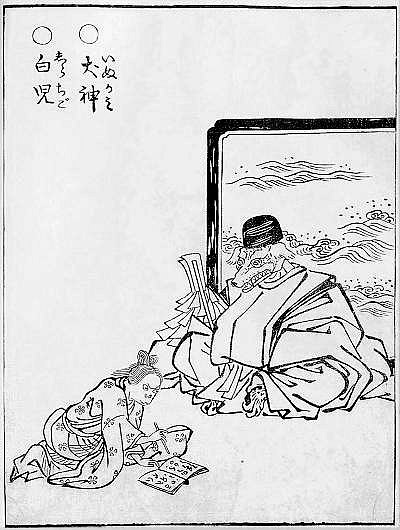
Imagen en la que se puede apreciar un inugami con un Shirachigo.

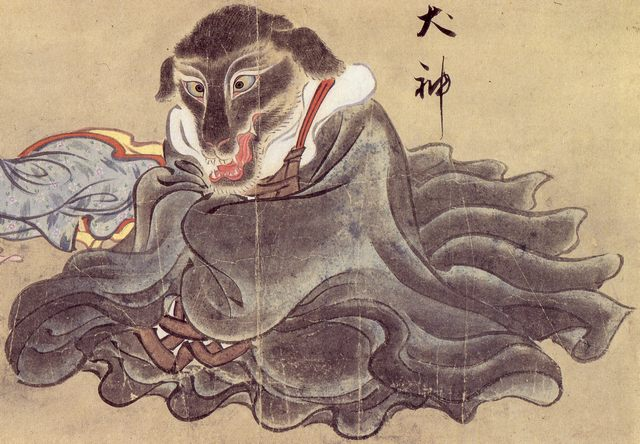
El inugami como aparece en Hyakkai Zukan, de Sawaki Suuchi.

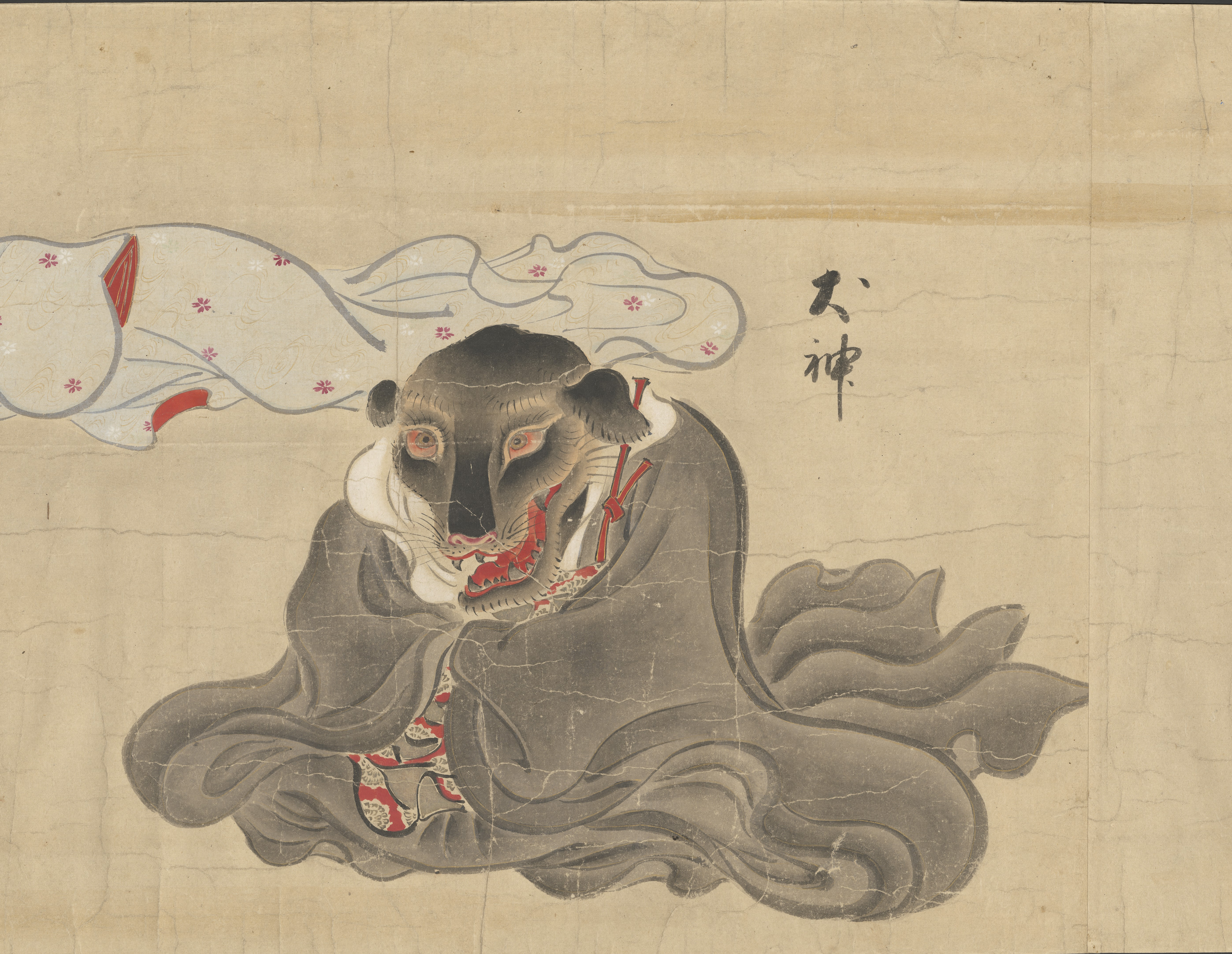
Inugami 犬神 de Bakemono no e (化物之繪, en 1700)

En la mitología japonesa, un inugami (犬神?  , literalmente "perro-dios") es una forma de utilizar un espíritu animal, comúnmente originado de un perro, para llevar a cabo una venganza o actuando como guardianes a favor de su Inugami-mochi (犬神持ち?  "poseedor de inugami"). Los inugami son una variedad de hechicería llamada Kojyutsu (蠱術?), la cual se ha prohibido su uso en la era de Heian (平安時代).

## Orígenes
Como en la mayoría de las culturas, el perro es visto en Japón como una compañía cariñosa, intrépida y ágil, que es feroz ante los enemigos de su amo. En los cuentos populares japoneses, los perros mismos son considerados como seres mágicos; una leyenda afirma que el perro pudo hablar una vez, pero perdió su habilidad. El grupo autóctono de Hokkaidō, los Ainu consideran al perro como un animal astuto, peligroso y algo humano.
La creencia general dice que para crear un inugami, había que enterrar un perro hasta el cuello y dejarle comida, pero sin que pudiera alcanzarla. Durante el proceso, el amo le dice al perro que su sufrimiento (el del perro) no es más grande que el suyo (el del amo). Cuando el perro muere se le corta el cuello (se transforma en inugami) y se utiliza el cuello del animal como amuleto, y, por tanto, volviendo al espíritu obediente. Otra forma de hacer un inugami es encerrando a varios perros en un lugar sin agua ni comida. Ellos se comerán entre ellos, luego, se espera a que muera el último que sobrevivió y se le corta la cabeza para ser utilizada como amuleto.
Una leyenda más específica afirma que una anciana que deseaba venganza contra un enemigo, enterró a su preciado perro en el suelo con solo su cabeza fuera, y dijo "si tienes alma, haz mi voluntad y te adoraré como a un dios". Ella entonces serró la cabeza del perro con una sierra de bambú, liberando al espíritu del perro como un Inugami. El espíritu hizo como ella deseaba, pero en cambio por su muerte dolorosa, este embrujó a la anciana.
En las Islas Oki, el inugami hace el papel que el kitsune (zorro) desempeña en otras regiones de Japón. Se cree que un inugami-mochi será bendecido con buena suerte y éxito en la vida, pero en cambio serán rechazados por otras personas, y les costará mucho encontrar pareja; también deben ser cuidadosos de no insultar a sus inugami para no recibir su ira, que a diferencia de un kitsune, no sigue simplemente los deseos de su amo, sino que también actúa bajo sus propios impulsos.
Existe hasta en la actualidad la creencia del inugami en todo el sudoeste japonés (Kyushu, Shikoku y hasta llegando a Okinawa). En Shikoku (四国), antes de celebrar un Casamiento, las familias verifican previamente el árbol genealógico del cónyuge para ver si alguno de sus integrantes es un Inugami-mochi. Con el objetivo de no involucrarse a la brujería.
Existen varias hipótesis de la proveniencia del inugami, una es la que dice que proviene de una parte del cuerpo del Youkai Nue (鵺) que se partió en 4 cuando fue exterminado por Minamoto no Yoshitsune (源頼政). Otra dice que, ha nacido de un cuadro que hizo el Kouboutaishi - Kuukai (弘法大師 - 空海 año 774 hasta 22 de abril de 835) para espantar a los Jabalíes. La última dice que nació cuando Gennou Shinnshou (げんのう しんしょう、源翁心昭) trató de minimizar el poder de Sesshouseki (殺生石 ver: Kyuubi no kitsune) y partió esta piedra, de un pedazo que voló al antiguo país de Ueno (上野国, actualmente la provincia de Gunnma 群馬県) se convirtió en Osaki (オサキ) y el otro que fue a Shikoku (四国) se convirtió en el famoso inugami (犬神).

## Posesión humana
El cuerpo original del inugami se queda atrás cuando se va y sigue los deseos de su amo; el cadáver enterrado lentamente se va marchitando y pudriendo, y si el inugami regresa después de que el cuerpo no es habitable, tomará posesión del cuerpo de su amo, haciéndolo aún más poderoso. Se dice que una posesión por un inugami cura las enfermedades, o una mala salud, pero con el resultado del poseído actuando como un perro.